# 奧尼爾山
奧尼爾山（英語：Mount O'Neil）是南極洲的山峰，位於瑪麗伯德地，處於拉特利夫山東北面的堪薩斯冰川北岸，海拔高度2,090米，美國地質調查局根據測量和美國海軍拍攝的空中照片繪入地圖，現時由南極條約體系管理。